# Учуган-Асаново
Учуга́н-Аса́ново (рос. Учуган-Асаново, башк. Өсөгән-Әсән) — присілок у складі Стерлібашевського району Башкортостану, Росія. Входить до складу Бузатівської сільської ради.
Населення — 264 особи (2010; 309 в 2002).
Національний склад:
- татари — 97%